# Budhana
Budhana é uma cidade e uma nagar panchayat no distrito de Muzaffarnagar, no estado indiano de Uttar Pradesh.

## Geografia
Budhana está localizada a 29° 17′ N, 77° 28′ L. Tem uma altitude média de 231 metros (757 pés).

## Demografia
Segundo o censo de 2001, Budhana tinha uma população de 32,949 habitantes. Os indivíduos do sexo masculino constituem 53% da população e os do sexo feminino 47%. Budhana tem uma taxa de literacia de 49%, inferior à média nacional de 59.5%; a literacia no sexo masculino é de 57% e no sexo feminino é de 40%. 18% da população está abaixo dos 6 anos de idade.